# Saint-Didier-en-Donjon
Saint-Didier-en-Donjon – miejscowość i gmina we Francji, w regionie Owernia-Rodan-Alpy, w departamencie Allier.

## Demografia
Według danych na rok 1990 gminę zamieszkiwało 311 osób, a gęstość zaludnienia wynosiła 9 osób/km². W styczniu 2015 r. Saint-Didier-en-Donjon zamieszkiwały 273 osoby, przy gęstości zaludnienia wynoszącej 7,9 osób/km².